# Alcantarea imperialis
Alcantarea imperialis es una especie  de planta perteneciente a la familia de las alcantareas. Es una especie endémica de Brasil.
Familia Bromeliaceae
Favor corregir, gracias.

## Cultivos
- Alcantarea 'Ajax'
- Alcantarea 'Black Cinder'
- Alcantarea 'Gladys'
- Alcantarea 'Helenice'
- Alcantarea 'Purple Skotak'
- Alcantarea 'Silver Plum'
- Alcantarea 'Tarawera'